# Taggig kärrsköldpadda
Taggig kärrsköldpadda (Heosemys spinosa) är en sköldpaddsart som beskrevs av John Edward Gray 1831. Arten ingår i släktet Heosemys och familjen Geoemydidae. IUCN kategoriserar den taggiga kärrsköldpaddan globalt som starkt hotad. Inga underarter finns listade i Catalogue of Life.

## Utbredning
Den taggiga kärrsköldpaddan lever i Myanmar, på Filippinerna, i södra Thailand, i Malaysia och på de indonesiska öarna Borneo och Sumatra.